# Arctia wiskotti
Arctia wiskotti är en fjärilsart som beskrevs av Otto Staudinger 1878. Arctia wiskotti ingår i släktet Arctia och familjen björnspinnare. Inga underarter finns listade i Catalogue of Life.